# Coli, Emilia-Romagna
Coli är en ort och kommun i provinsen Piacenza i regionen Emilia-Romagna i Italien. Kommunen hade 845 invånare (2018).